# RIPE

Logo du RIPE

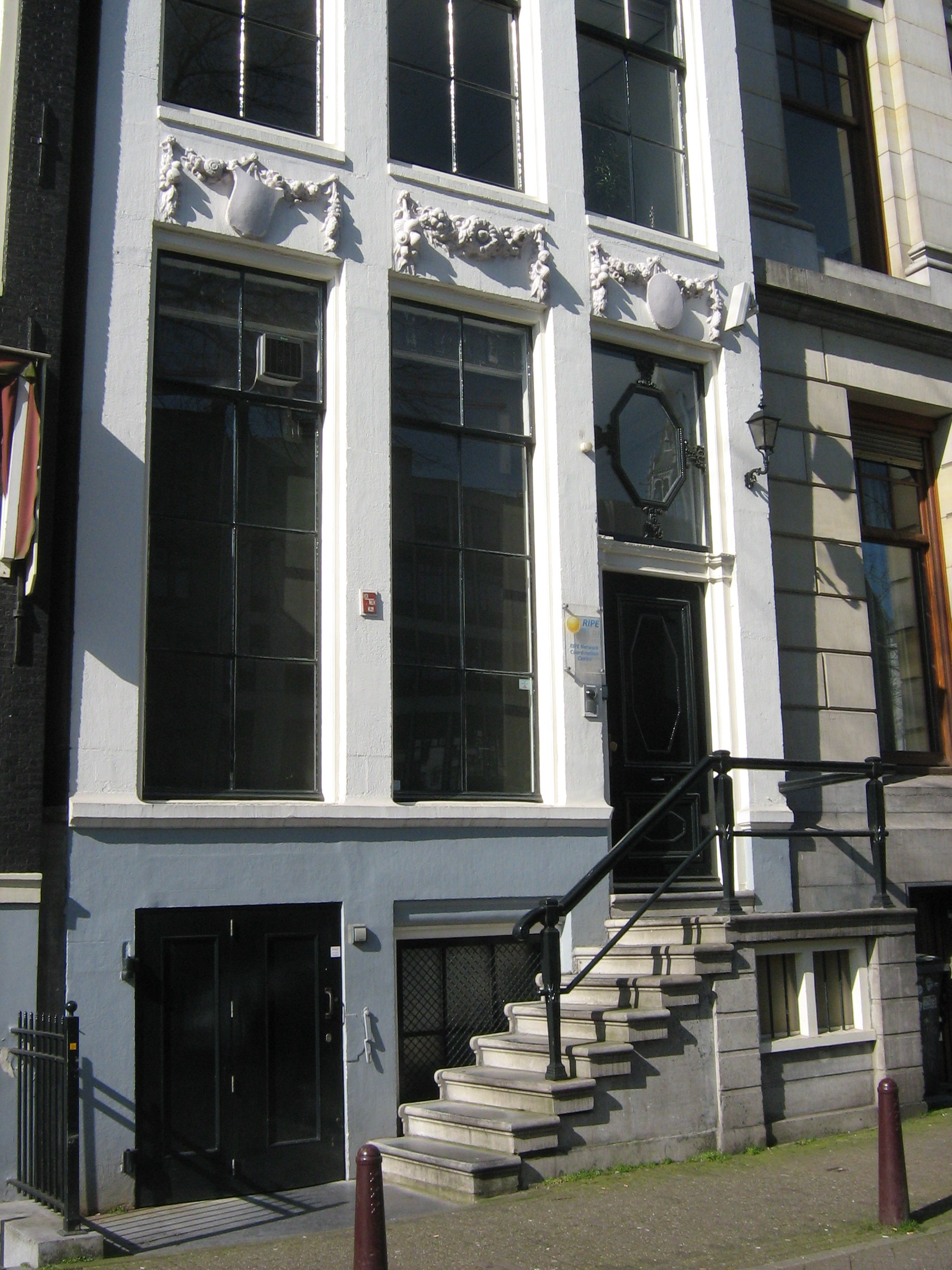
Ancien siège social à Amsterdam

Le RIPE (Réseaux IP Européens) est un forum ouvert à toutes les parties ayant un intérêt dans le développement de l'Internet en Europe. L'objectif de la communauté RIPE est d'assurer la coordination technique et administrative nécessaire au développement d'Internet. Le RIPE n'est pas un organisme de normalisation comme l'IETF et ne gère pas des noms de domaines. Ses équivalents sont le NANOG en Amérique du Nord et le FrNOG en France.
RIPE ne possède pas la personnalité morale et il n'a pas de structure associative formelle. Toute personne manifestant un intérêt peut joindre les listes de discussions, les groupes de travail et participer aux réunions du RIPE. Le RIPE a un président qui veille à l'organisation des meetings et aux liaisons avec l'extérieur. Rob Blokzijl était le porte-parole initial du RIPE et en a assuré la présidence jusqu'en mai 2014. Hans Petter Holen lui succède,.
Le RIPE NCC est une organisation distincte du RIPE. Le RIPE NCC fournit le support administratif à la communauté RIPE, comme la partie logistique des réunions du RIPE et l'administration des listes de discussions du groupe de travail du RIPE. Le RIPE NCC a été fondé en 1992 par la communauté RIPE.

## Histoire
La première réunion RIPE s'est tenue le 22 mai 1989 à Amsterdam aux Pays-Bas. Elle a réuni 14 représentants de six pays et 11 réseaux. À cette époque, les gouvernements européens, les organismes de normalisation et les entreprises de télécommunications soutenaient les standards OSI et les réseaux basés sur IP n'avaient pas leur faveur. La communauté académique et les centres de recherche, notamment en physique nucléaire, percevaient cependant la nécessité de communiquer avec leurs homologues américains. IP était un standard capable de fournir cette coopération, alors que ce protocole était absent de l'offre de télécommunication en Europe.
Le RIPE en tant qu'organisation a été établi le 29 novembre 1989. Dix organisations ont indiqué leur intention de participer au comité de coordination du RIPE : BelWue,  CERN, EASInet, EUnet, GARR, HEPnet, NORDUnet (en), SURFnet (en), SWITCH et XLINK (en). Au même moment, des groupes de travail sont formés pour faciliter l'interconnexion des réseaux IP. Ces quatre groupes de travail sont les suivants :
- Connectivité et routage
- Gestion des réseaux et opérations
- Système des noms de domaines
- Coordination formelle

Un des résultats de ces groupes de travail a été une proposition, formulée le 16 septembre 1990 de créer un RIPE Network Coordination Center (NCC) pour fournir le soutien administratif utile à la communauté RIPE et le premier plan d'activité du RIPE NCC est publié en mai 1989.
RIPE demanda alors au RARE (un des prédécesseurs de TERENA) de fournir le cadre légal pour le RIPE NCC. Le RIPE NCC commence ses activités à Amsterdam en avril 1992, avec Daniel Karrenberg comme président et deux employés. Les fonds sont initialement fournis par les réseaux académiques (membres de RARE), EARN et EUnet. Les statuts du RIPE NCC sont déposés en novembre 1997 auprès de la chambre de commerce d'Amsterdam.

## Origine du nom
Le nom provient d'une traduction en français d'un diagramme par John Quarterman (en), présenté lors d'une session spéciale de la réunion RIPE 58

## Documents RIPE
Un document RIPE décrit une proposition, une procédure ou une politique qui a été proposée et acceptée par la communauté du RIPE. Tous les documents RIPE sont disponibles en ligne sur le site du RIPE.

## Déploiement des politiques
La communauté RIPE développe et édicte des politiques et des procédures pour la coordination technique d'Internet et la distribution des ressources (adresses IP et systèmes autonomes (AS)) suivant une tradition établie de discussion ouverte et pragmatique et d'adoption par consensus. Le processus de développement des politiques (PDP) permet de suivre le développement en cours des politiques proposées. Toute personne peut proposer une nouvelle politique ou un changement de politique, les propositions sont discutées puis acceptées ou rejetées dans le cadre des pratiques décrites dans le PDP.

## Réunions du RIPE
Les réunions du RIPE sont organisées deux fois par an. Habituellement, l'une des réunions est organisée à Amsterdam et l'autre ailleurs en Europe. Les réunions durent cinq jours durant lesquels se réunissent des fournisseurs d'accès à Internet, des gestionnaires de réseaux, des organismes de régulation et d'autres organisations en vue de discuter des problèmes actuels et des politiques à suivre autour des groupes de travail. La réunion est conclue par une séance plénières où les groupes de travail communiquent leurs progrès récents et des éventuelles décisions sont prises par vote. Les réunions du RIPE sont ouvertes à tous.

## Groupes de travail du RIPE
La communauté du RIPE a fondé un certain nombre de groupes de travail pour gérer les activités du RIPE NCC et de la communauté Internet. Chacun de ces groupes de travail dispose d'une liste de diffusion où les discussions ont lieu. Les groupes de travail se réunissent lors des réunions du RIPE.
Les groupes de travail actifs sont les suivants : 
- Address Policy  : développe les politiques au sujet des adresses Internet et des identifiants réseau (IPv4, IPv6, ASN),
- Anti-Abuse : lutte contre les abus du réseau,
- Cooperation : coopération entre le secteur public et le secteur privé,
- Database : au sujet de la base de données du RIPE,
- DNS : au sujet du DNS,
- EIX : au sujet des Internet Exchange Points,
- ENUM : utilisation des numéros de téléphone E.164 comme identifiants.
- IPv6,
- RIPE NCC Services : services du RIPE NCC,
- Routing : échange d'information de routage,
- Test Traffic : collecte d'information au sujet des mesures de trafic de test.

## Communauté RIPE
Le terme communauté RIPE désigne collectivement toute personne ou organisation, membre ou non du RIPE NCC qui manifeste un intérêt dans la gestion d'Internet.